# Škoda Rapid (1984)
Škoda Rapid — купеобразный фастбэк, разработанный и выпускавшийся чешским производителем Škoda Auto с 1984 по 1990 год на базе заднемоторного седана Škoda 130.

## Описание
Изначально название Rapid присваивалось автомобилю, дебютировавшему в 1935 году. Затем в 2011 году название Rapid было возрождено для индийского седана на базе Volkswagen Vento, а с 2012 года название Rapid имеет хетчбэк для международного рынка.
На британском рынке также продавался кабриолет. Škoda Rapid, дебютировавший в 1984 году, имел индекс Type 743 (позднее Type 747).

## Технические характеристики
Škoda Rapid использовал цельную конструкцию и заднемоторную, заднеприводную компоновку. Передняя подвеска автомобиля на двойных поперечных рычагах и спиральных пружинах. Сзади же полуприцепные рычаги и спиральные пружины. Передние тормоза автомобиля дисковые, а задние — барабанные.
Двигатель автомобиля карбюраторный, с водяным охлаждением, рядный, 4-цилиндровый (OHV), установлен продольно с наклоном вправо и над задней осью. Модель Škoda Rapid 120 оснащалась двигателем объёмом 1174 см3, мощностью 40,5 кВт (54 л. с.) с алюминиевым блоком цилиндров, чугунными головками блока цилиндров и четырёхступенчатой механической трансмиссией. Автомобили выпускались в Братиславе и были ненадёжными.
На Škoda Rapid 130 устанавливался двигатель объёмом 1289 см3, мощностью 43 кВт (58 л. с.) при 5000 об/мин и крутящим моментом 98 Н⋅м при 2850 об/мин, который сочетался в паре с пятиступенчатой механической трансмиссией. Максимальная скорость составляла 153 км/ч, а до 97 км/ч автомобиль разгоняется за 16,5 секунды.
В 1987 году был представлен Rapid 136 с 1,3-литровым восьмиклапанным двигателем с головками блока цилиндров из алюминиевого сплава. Мощность увеличена до 46 кВт (62 л. с.) при 5000 об/мин, а крутящий момент — до 100 Н⋅м при 3000 об/мин. Разгон до 97 км/ч сокращён до 14,9 секунд. 
В 1988 году на смену Rapid 130 пришёл Rapid 135. Он оснащён полностью алюминиевым двигателем с низкой степенью сжатия, что снизило мощность до 43 кВт (58 л. с.). Объём составлял 1289 см3. 

## Галерея
- Rapid 135
- Вид сзади
- 1985 Škoda Rapid
- Интерьер
- Кабриолет

## В игровой и сувенирной индустрии
- Автомобиль Škoda 130 Rapid присутствует в игре Operation Flashpoint на стороне гражданских[5].